# Alexander MacEwen
Alexander Malcolm MacEwen (10 janvier 1875 - 29 juin 1941) est un avocat écossais, prévôt et le premier chef du Parti national écossais (SNP).

## Début de la vie
MacEwen est né à Calcutta, en Inde, fils de Robert Sutherland Taylor MacEwen (1839-1900), un avocat de Dornoch qui sert en Inde comme Recorder de Rangoun. Alexander MacEwen fait ses études au Clifton College, à Bristol et à l'Université d'Édimbourg. Après avoir obtenu son diplôme d'avocat en 1901, il commence sa carrière juridique à Stornoway, avant de rejoindre le cabinet d'avocats d'Inverness de Stewart Rule & Co., où il devient plus tard associé principal.

## Carrière politique
Membre du Parti libéral, MacEwen est élu au conseil municipal d'Inverness en 1908 et est prévôt d'Inverness de 1925 à 1931. Au cours de son mandat, Provost MacEwen promeut des programmes d'amélioration de la santé publique et du logement à Inverness et est membre du comité d'éducation d'Inverness-shire et président du conseil d'administration de la Royal Northern Infirmary. Il est également conseiller au Conseil du comté d'Inverness, représentant Benbecula.
Il est chef de la Société gaélique en 1930.
En 1930, MacEwen est l'un des fondateurs du Parti écossais et, lors de l'élection partielle de Kilmarnock en 1933, il se présente comme candidat conjoint du Parti écossais et du Parti national d'Écosse, arrivant quatrième avec 6 098 voix,.
Avec la fusion du Parti national d'Écosse et du Parti écossais le 7 avril 1934 pour former le Parti national écossais, Alexander MacEwen devient le premier chef du nouveau parti. La performance du parti aux élections générales de 1935 est décevante, seuls Inverness et MacEwan dans les Western Isles obtenant des résultats respectables.
Alexander MacEwen quitte son poste de chef du SNP en 1936, et est remplacé par Andrew Dewar Gibb. Il meurt à son domicile de l'Ile Noire en 1941, à l'âge de 66 ans. MacEwen a trois fils et deux filles. Son fils Malcolm rejoint le Parti communiste de Grande-Bretagne et devient un éminent écologiste.
Il est fait chevalier par le roi George V lors des honneurs d'anniversaire de 1932 pour services rendus au gouvernement local et à la santé publique en Écosse. MacEwen Drive à Inverness porte son nom,.

## Publications
- The Thistle and the Rose - Scotlands Problem To-Day, 1932
- Scotland at School - Education for Citizenship, 1938
- Towards Freedom, 1938